# Lingulidsandsten
Lingulidsandsten, även kallad fukoidsandsten eller kinnekullesandsten, är en sandstenstyp i de övre lagren av den underkambriska sandstenen i Västergötland, en gul eller ljusgrå sandsten, ganska finkornig. Det är en del av den så kallade File Haidar-formationen som dock finns på fler ställen i södra Sverige, bland annat i den gotländska berggrunden och på Öland.
Sandstenen är uppkallade efter en armfoting av släktet Lingula som rikligt förekommer i bildningarna och överlagrar Mickwitzsandstenen. Lagren av lingulidsandsten har en tjocklek om 30-35 meter och har på flera platser varit föremål för brytning, bland annat vid Kinnekulle och i trakten av Broddetorp. Den användes redan under medeltiden flitigt som byggnadssten, bland annat i Skara domkyrka.